# Elga Andersen
Elga Andersen (de nombre Helga Hymen o Hymmen) (2 de febrero de 1935 - 7 de diciembre de 1994) fue una actriz y cantante alemana. Protagonizó más de una docena de películas francesas en los años cincuenta y sesenta y también debutó como artista discográfica en los años cincuenta. Ella interpretó las canciones "Treu sein" and "Sündenlied" En la película Los Cañones de Navarone de 1961, y coprotagonizó la película de Steve McQueen de 1971 Le Mans. Junto con su segundo marido, Peter Gimbel, se embarcó en 1981 en una expedición de submarinismo por el hundido SS Andrea Doria.

## Primeros años
Nació como "Helga Hymen" (o "Hymmen") en Dortmund, Alemania. Fue la única hija de sus padres; su padre era ingeniero civil. Su padre se alistó en la Wehrmacht dos semanas antes de que terminara la Segunda Guerra Mundial y fue enviado al frente ruso; nunca más se supo de él. Hymen abandonó la escuela secundaria a los 16 años y trabajó como intérprete de inglés y francés para ayudar a mantenerla a ella y a su madre. Cuando tenía 18 años se trasladó a París y trabajó como modelo.

## Carrera cinematográfica
Debutó como actriz en Les Collegiennes, una película francesa de 1957 dirigida por André Hunebelle, con el nombre de Elga Hymen.
Otto Preminger la seleccionó para un pequeño papel en su película Bonjour Tristesse en 1958 y le dio el nombre artístico de "Elga Andersen". Su primer papel protagonista fue en 1960 en Brazilian Rhapsody. En la década de los 70 apareció en muchas producciones predominantemente europeas. Entre sus producciones americanas se encuentran A Global Affair (1964), protagonizada por Bob Hope, y Le Mans (1971), en la que actuó junto a Steve McQueen. Andersen y McQueen habrían tenido un romance durante el rodaje. Uno de los Porsche 911S coupés deportivos utilizados en la producción fue entregado a Andersen como compensación parcial por su trabajo en la película.

## Vida personal
Su primer marido fue Christian Girard, un arquitecto parisino. En 1978 se volvió a casar con el millonario estadounidense Peter R. Gimbel.
En 1981, la pareja se embarcó en un proyecto millonario para intentar recuperar la bóveda del SS Andrea Doria. Andersen dijo que su principal objetivo era determinar por qué el barco se hundió tan rápidamente después de ser golpeado por un transatlántico cerca de Nantucket, Massachusetts, el 25 de julio de 1956. Al mismo tiempo, el equipo de salvamento buscó bóvedas a bordo que creían que contenían miles de dólares en efectivo y moneda. A principios de septiembre de 1981, tras rescatar una de las bóvedas, los expedicionarios decidieron poner fin al proyecto. The couple produced two documentaries for American television about their expedition.
Andersen murió de cáncer el 7 de diciembre de 1994. En 1995 sus cenizas y las de Gimbel, que había fallecido en 1987, fueron enterradas en el Andrea Doria durante una expedición de buceo.

## Filmografía parcial
- 1957: Les Collégiennes – Hélène
- 1957: Love in the Afternoon – Bit Part (uncredited)
- 1957: La polka des menottes – Une infirmière (uncredited)
- 1957: Girl Merchants
- 1958: Bonjour Tristesse – Denise
- 1958: Ascenseur pour l'échafaud – Frieda Bencker
- 1958: Solang' die Sterne glüh'n – Doris Hoff, Fotografin
- 1958: Ist Mama nicht fabelhaft? – Evelyn
- 1958: So ein Millionär hat's schwer – Alice Sorel
- 1960: I baccanali di Tiberio
- 1960: Os Bandeirantes – Elga
- 1961: Le monocle noir – Martha
- 1961: Mourir d'amour – Karin, la secrétaire
- 1962: Le scorpion – Corinne
- 1962: The Eye of the Monocle – Erika Murger
- 1962: L'empire de la nuit – Widow
- 1963: Your Turn, Darling – Valérie Pontiac / Montana
- 1964: A Global Affair – Yvette
- 1964: Coffin from Hong Kong – Stella
- 1965: DM-Killer – Inge Moebius
- 1965: Coast of Skeletons – Elizabeth Von Koltze
- 1966: it – Sonia
- 1966: Star Black – Caroline Williams
- 1968: Captain Singrid – Singrid
- 1968: Run, Psycho, Run – Claire/ Ann
- 1968: Più tardi Claire, più tardi... – Claire / Ann
- 1970: Sex-Power – Lorelei
- 1971: Le Mans – Lisa Belgetti
- 1971: Un omicidio perfetto a termine di legge – Monica Breda
- 1971: Detenuto in attesa di giudizio – Ingrid Di Noi
- 1971–1974: Aux frontières du possible (French TV show) – Barbara Andersen (final appearance)
- 1973: Night Flight from Moscow – Kate Cross

|}